# Jaskinia Magurska

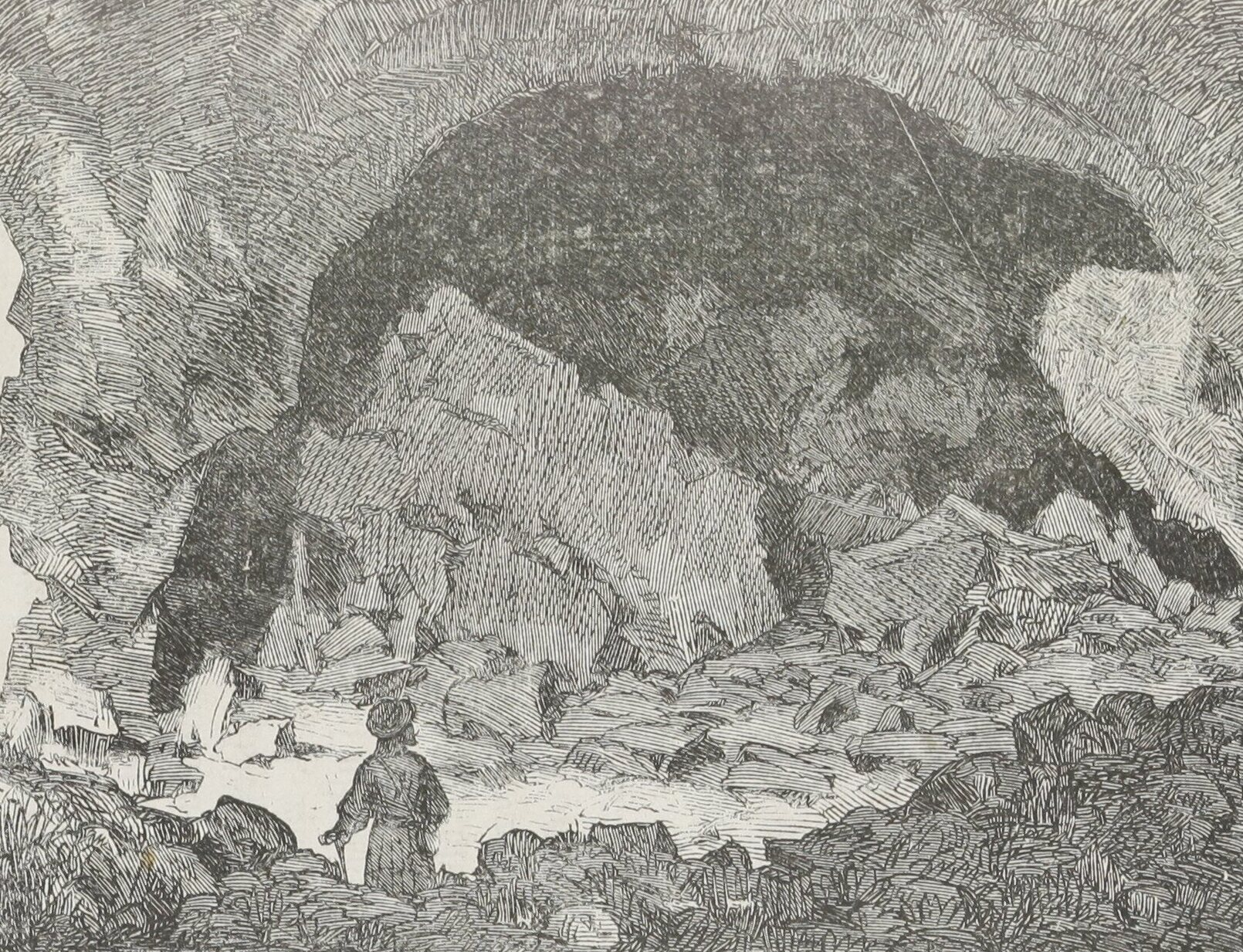
„Grota w Magurze Zakopiańskiej” – ilustracja Walerego Eljasza-Radzikowskiego

Jaskinia Magurska – jaskinia położona w Tatrach Zachodnich w zachodnich zboczach doliny Jaworzynki (Jaworzyńska Czuba). Ma dwa otwory wejściowe położone w żlebie opadającym z Jaworzyńskiej Przełęczy do Żlebu pod Czerwienicą na wysokościach 1460 i 1475 metrów n.p.m. Długość jaskini wynosi 1285 (1200) metrów, a jej deniwelacja 59 metrów. Znana jest z odkrytych tu kości lwa jaskiniowego, hieny jaskiniowej, a przede wszystkim niedźwiedzia jaskiniowego.

## Opis jaskini
Jaskinia Magurska ma dwa otwory (oba zamknięte kratami), z czego dolny jest obszerny (wysokość 3 do 5 m, szerokość 21 m).
Górny wiedzie na balkon nad Wielką Komorą i okno w Sali Okrągłej, natomiast dolny prowadzi do Przebieralni i dalej do Wielkiej Komory (wymiary 60×30 m). Wstępne partie jaskini są mocno spękane, a spąg zalega gruba warstwa namuliska, w którym odkryto kości wcześniej wspomnianych zwierząt.
Dalej jaskinia dzieli się na dwie odnogi. Wschodnia rozpoczyna się Salką Okrągłą, z której dawniej można się było dostać poprzez odkopany syfon (długości 32 m) do ponadstumetrowego Stalaktytowego Korytarza (obecnie partie te są niedostępne).
Na zachód od Wielkiej Komory znajduje się Trójkątna Komora, oraz Komora pod Progiem, z której można się dostać do Sali Złomisk. Odchodzą od niej dwa korytarze – jeden kończy się ślepą Dolną Komorą, natomiast drugi, znacznie dłuższy prowadzi do Salki na Rozdzielu. Tu, zgodnie z nazwą, ma miejsce kolejne rozwidlenie. Korytarz wykształcony w kierunku północno-zachodnim, kończy się nieprzebytym dotąd zawaliskiem, natomiast ten prowadzący na południe jest znacznie obszerniejszy, lecz również kończy się ślepo.

## Przyroda
W jaskini występuje, mimo zniszczeń, dość bogata szata naciekowa. Są m.in. stalaktyty i polewy naciekowe. Często pada deszcz podziemny. Roślinność zielona występuje do 21 metrów w głąb jaskini. Zamieszkują ją nietoperze i prawdopodobnie kuny.

## Historia odkryć

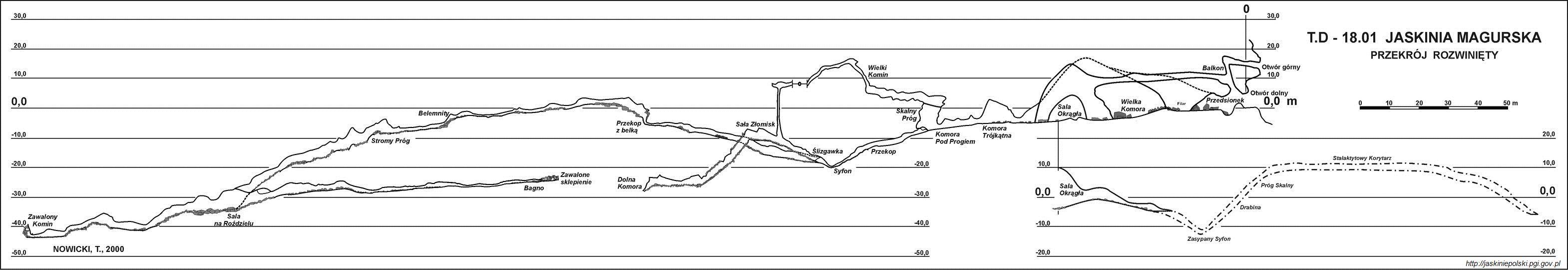
Przekrój jaskini

Jaskinia była znana od dawna, ze względu na obszerny otwór. Pierwsza drukowana wzmianka znalazła się w przewodniku z 1860 r., autorstwa Eugeniusza Janoty. W 1877 r. Towarzystwo Tatrzańskie zbudowało ścieżkę turystyczną do wylotu jaskini. Pierwsi turyści szybko wyzbierali łatwiej dostępne kości niedźwiedzia jaskiniowego i innych zwierząt, a także stalagmity znajdujące się wówczas w początkowych partiach jaskini (do czasów współczesnych nie zachowały się żadne ich okazy). Dopiero w roku 1900 odkryto nowe pokłady szczątków kostnych, które zachowały się w namulisku. W późniejszych latach wielokrotnie prowadzono na ich temat liczne badania naukowe. W 1907 r. Mariusz Zaruski zorganizował wyprawę, podczas której eksplorował nowe korytarze i dotarł do partii za Komorą pod Progiem.
W okresie międzywojennym doszło do zniszczenia namuliska przez jego chaotyczne rozkopywanie. W 1937 i 1949 Albin Jura prowadził prace wykopaliskowe, po których ogłosił istnienie dowodów na bytność w jaskini człowieka pierwotnego (ostatecznie okazało się, że rzekome „narzędzia” były wygładzonymi przez wodę kośćmi).
Znane dzisiaj partie jaskini zostały odkryte głównie podczas prac prowadzonych z funduszy Polskiego Towarzystwa Tatrzańskiego (później PTTK), kierowanych przez Stefana Zwolińskiego w latach 1948–1950. Niestety już na początku 1950 r. Stalaktytowy Korytarz stał się niedostępny po osunięciu się ścian wykopu w syfonie. Partie te pozostają odcięte od reszty jaskini do tej pory.